# Дворецкая, Наталья Владимировна
Наталья Владимировна Дворецкая (род. 25 августа 1984, Челябинск, СССР) — российская актриса театра и кино, телеведущая, автор программ, журналист.

## Биография
Наталья родилась в Челябинске 25 августа 1984 года в семье военных. Вскоре с семьёй переехали на Дальний Восток, а затем в Германию. Дворецкая пошла в школу в Вюнсдорфе (Германия). В 17 лет Наталья работала моделью.
В 2007 году на радио «Петербург» вышла авторская передача Дворецкой про артхаус и независимое кино «Не наше кино», героями которой были Вуди Аллен, Педро Альмодовар, Гай Ричи.
Дебютировала в кино в качестве актрисы в фильме                            «Замёрзшие души (Cold souls)» режиссёра Sophie Barthes (2008).
В 2012 году Дворецкая окончила Театральный Институт имени Бориса Щукина. В этом же году выходит несколько картин с Натальей в главной роли: «Назначена награда», «Ванька», «Средний род, единственное число». В 2013 году Дворецкая сыграла главную роль в многосерийной приключенческой мелодраме «Ясмин» производства «Красный квадрат» Дениса Евстигнеева. Сериал прошёл по Первому каналу. «Ясмин» называют русский ответ знаменитому «Великолепному веку».
На протяжении трех лет Дворецкая была ведущей и режиссёром автомобильной программы «Тест-Драйв» на канале НТВ, всего вышло около 100 передач. Тест-Драйв снимался в России, в Англии, Франции, Швейцарии, и Германии.
Программа Дворецкой для ТВЦ Петербург «Профессиональный выбор» о профессиональном ориентировании и обучении молодежи имела большое социальное значение и была отмечена премиями правительства Санкт-Петербурга. 
В 2011 году Дворецкая стала ведущей юридической программы «Адвокаты» на канале Семерка (теперь Disney), позже стала лицом и одной из линейных ведущих канала. В 2011 году Наталья Дворецкая стала ведущей развлекательной трехчасовой передачи «Новое утро» на канале 7ТВ.
В этом же году Наталья стала лицом видеопроекта Martini в России.
В 2012 стала героиней серии короткометражек вместе c французским актёром Фредериком Дифенталем «Рецепты желаний». 
В 2014 году на экраны вышел боевик «След Пираньи» по роману А. Бушкова, где Наталья исполнила главную роль американки Джин (в книге Джен). В этом же году Дворецкая снялась в экранизации романа Андрея Кивинова «Зона личной безопасности», режиссёром которой выступил Никита Высоцкий. 
В 2015 году Дворецкая окончила New York Film Academy в Нью-Йорке. 
В 2016 году Наталья представила Россию на неделе Высокой Моды в Катманду, Непал. 
В 2019 году Наталья Дворецкая сыграла одну из главных ролей в американском сериале Blackbetty, который получил рекордное количество — 39 призов на международных фестивалях. Наталья Дворецкая получила награду за лучший актерский ансамбль на Фестивале в Лас Вегасе, Vegas Movie Awards. 
Живёт в Москве и Лос-Анджелесе.

## Фильмография
| Год  | Фильм                           | Роль                          |
| ---- | ------------------------------- | ----------------------------- |
| 2019 | Blackbetty                      | Главная роль                  |
| 2017 | Невский. Проверка на прочность  | Ольга Латышева — главная роль |
| 2016 | Whale Ondine                    | Главная роль                  |
| 2015 | Невский                         | Ольга Латышева — главная роль |
| 2015 | Безопасность                    | Карина — главная роль         |
| 2014 | След пираньи                    | Джин — главная роль           |
| 2013 | Ясмин                           | Маша — главная роль           |
| 2013 | Лесник                          | Ирина Семёнова — главная роль |
| 2013 | Средний род, единственное число | Лора — главная роль           |
| 2013 | Пять минут                      | Она — главная роль            |
| 2013 | Назначена награда               | Ирина — главная роль          |
| 2013 | Любит не любит                  | Александра                    |
| 2013 | До смерти красива               | Муромова                      |
| 2013 | Ванька                          | Маша — главная роль           |
| 2012 | Рецепты желаний                 | Кристина — главная роль       |
| 2012 | Учитель в законе. Возвращение   | Лида                          |
| 2012 | Счастливы вместе                | Зоя                           |
| 2012 | Страна 03                       | Лера                          |
| 2012 | Под прикрытием                  | Алла — главная роль           |
| 2012 | Паутина                         | Маша                          |
| 2012 | Москва. Три вокзала             | Полина                        |
| 2012 | Мент в законе-5                 | Кира Михайловна               |
| 2012 | Карпов                          | журналистка                   |
| 2012 | Интерны                         | Наташа                        |
| 2012 | Ариэль (не был завершён)        | Мэри                          |
| 2011 | Следаки                         | Женя Казакова — главная роль  |
| 2011 | Generation П (фильм)            | ведущая новостей              |
| 2009 | Шпильки                         | Наташа                        |
| 2009 | Улицы разбитых фонарей-10       | Алла                          |
| 2009 | Морские дьяволы-3               | Николь                        |
| 2009 | Литейный, 4 (2-й сезон)         | Лена                          |
| 2009 | Замерзшие души (Cold souls)     | красотка                      |
| 2008 | Путь самца                      |                               |
| 2008 | Ментовские войны                |                               |
| 2008 | Эра стрельца                    |                               |
| 2008 | Защита Красина                  |                               |

## Театральные работы
| Двое на качелях               | Гитель            |
| Путешествие голубой стрелы    | Тереза            |
| Идиот                         | Аглая             |
| Осторожно женщины!            | Жаклин            |
| Диалог любви и страсти        | Елизавета Тушина  |
| Рассказ неизвестного человека | Зинаида Федоровна |
| С любимыми не расставайтесь   | Беляева           |
| Апельсины из Марокко          | Катя Пирогова     |

## Участие в рекламе[значимость факта?]
- Martini
- Carte noire
- Альфа Банк